# Saïd Benrahma
Saïd Benrahma, né le 10 août 1995 à Aïn Témouchent, est un footballeur international algérien qui évolue au poste d'attaquant au Neom SC.

## Carrière en club

### Débuts
Tout juste arrivé d'Algérie, Saïd Benrahma intègre le club du Balma SC où il reste un an avant de rejoindre le club de l'US Colomiers pour deux saisons.

### Découverte du monde professionnel et de la Ligue 1 avec l'OGC Nice
Pisté par des clubs comme le Valenciennes FC ou l'AS Monaco, Benrahma rejoint finalement l'OGC Nice lors de l'été 2013. Le 5 novembre 2013, lors d’une défaite un but à zéro contre le Toulouse FC, il foule pour la première fois une pelouse de Ligue 1. Entré cinq fois en cours de jeu lors de cette saison 2013-2014, il doit attendre la saison suivante pour connaitre sa première titularisation, le 4 avril 2015, contre l'Évian TG (31e journée, match nul 2-2). Il y livre une bonne prestation avec une passe décisive à la clé. La journée suivante, il est ainsi reconduit dans le onze de départ et, le 13 avril 2015, marque son premier but sous les couleurs niçoises face au Stade de Reims, qui offre la victoire un à zéro à son équipe.
Enchaînant trois titularisations consécutives, Claude Puel annonce malheureusement le 24 avril 2015 une blessure à la cheville du jeune attaquant qui l'éloigne des terrains jusqu'à la fin de la saison.
Le 26 juin 2015, après deux années passées au centre de formation, il signe son premier contrat professionnel, le liant au club pour une durée de 3 ans.
Le 19 septembre 2015, il marque son second but avec les Aiglons lors d'un match de Ligue 1 face au SC Bastia. C'est seulement 12 minutes après son entrée en jeu qu'il réussit à définitivement donner la victoire aux Aiglons (victoire 3-1, but à la 94e minute de jeu).

### Temps de jeu réduit à Nice et divers prêts pour se relancer
Il commence la saison 2015-2016 avec l'OGC Nice et la termine avec le SCO Angers ou il est prêté à la mi-saison. Peu utilisé, il dispute douze matchs avec le club angevin et marque un seul but lors de ce prêt, inscrit au stade Raymond-Kopa au cours de la dernière journée lors d'une défaite 3 buts à 2 face à Toulouse. Il acquiert la nationalité française par naturalisation le 22 décembre 2015.
De retour à l'OGC Nice pour disputer la saison suivante, Benrahma n'entre pas dans les plans du nouvel entraîneur Lucien Favre. Après six mois avec l'équipe réserve, il est à nouveau prêté à la mi-saison, cette fois-ci en Ligue 2 au Gazélec Ajaccio. Mi-janvier, pour sa première apparition sous le maillot corse, il rentre en jeu contre l'AJ Auxerre et inscrit le second but de son équipe. Il inscrit par ailleurs un doublé contre Bourg-Péronnas lors de la trente et unième journée, dans un match remporté par le Gazélec sur le score de 3 buts à 2.

### Saison pleine avec la Berrichonne de Châteauroux
Malgré un prêt convaincant, il n'entre pas dans les choix de Favre à Nice. Il est donc prêté à la Berrichonne de Châteauroux pour la saison 2017-2018, en Ligue 2. Il y fera sa meilleure saison et son équipe réussira même à se maintenir en janvier. Il termine la saison avec un total de trente quatre matchs joués, pour douze buts et cinq passes décisives toutes compétitions confondues.

### Brentford
À la fin de son prêt à Châteauroux, il rentre à Nice, avant d'être transféré en juillet à Brentford, club anglais évoluant en deuxième division. Il est repéré par Brendan MacFarlane, le responsable recrutement du club en France, qui a également repéré le Français Neal Maupay.

### West Ham United
Le 16 octobre 2020, Benrahma est prêté un an avec option d'achat obligatoire au club londonien du West Ham United FC.
David Moyes le lance en Premier League le 31 octobre contre le leader du championnat, le Liverpool FC. L'Algérien remplace Jarrod Bowen à la fin d'une rencontre perdue 2-1 à Anfield. La journée suivante, sur le banc au début du match, Benrahma décide de la victoire en délivrant une passe décisive pour Tomáš Souček dans les arrêts de jeu qui permet aux Hammers de s'imposer un but à zéro au London Olympic Stadium face à Fulham.
En janvier 2021, West Ham lève l'option d'achat de 22 millions d'euros de Benrahma qui est désormais lié au club jusqu'en 2026,.
En 2023, il remporte la Ligue Europa Conférence en marquant un penalty.

### Olympique lyonnais
Le 2 février 2024, Benrahma est prêté à l'Olympique lyonnais jusqu'à la fin de la saison 2023-2024, avec une option d’achat fixée à 15 millions d’euros,.
Le 23 février 2024, il marque son premier but sous ses nouvelles couleurs lors de la victoire deux buts à un de au FC Metz. Il participe ensuite à la remontée du club au classement de la Ligue 1, marquant deux autres buts contre l’AS Monaco et le Lille OSC (victoires 3-2 et 4-3),, et délivrant trois passes décisives.

#### Prêt au Neom SC
Le 31 janvier 2025, Benrahma est prêté au Neom SC, club de deuxième division saoudienne, avec une option d’achat obligatoire en cas de montée de 12 millions d'euros et 3 millions de bonus. Il termine champion de deuxième division et l'option est donc levée.

## Parcours en équipe nationale
Le 30 septembre 2015, Benrahma est convoqué en équipe d'Algérie par le sélectionneur Christian Gourcuff, dans le cadre des matchs amicaux face à la Guinée et au Sénégal les 9 et 13 octobre 2015. Il honore sa première sélection le 13 octobre 2015 en entrant en jeu face au Sénégal.
Titularisé lors du match amical contre l'Égypte en octobre 2023, un incident se produit entre le sélectionneur Djamel Belmadi et lui au moment de son remplacement. Visiblement mécontent de sortir du terrain, l'ailier ne salue pas Belmadi, qui l'empoigne alors fermement,. Déjà, lors du match amical précédent face au Cap-Vert, un incident s'était produit avec l'attaquant Islam Slimani. Benrahma provoque un penalty et souhaite le tirer, mais son coéquipier vétéran prend le ballon et inscrit un but. Toutefois, Benrahma apaise rapidement la situation en publiant une story sur ses réseaux sociaux le montrant avec Slimani, avec « Légende » comme commentaire.
En décembre 2023, Benrahma n'est pas dans la liste des 26 joueurs retenus pour participer à la CAN 2023. Selon certains médias algériens, ce choix de Belmadi n'est pas surprenant tant les relations entre les deux hommes sont froides.

## Statistiques

### En club
| Saison                | Club                      | Championnat           | Championnat | Championnat | Championnat | Coupe nationale | Coupe nationale | Coupe nationale | Coupe de la Ligue | Coupe de la Ligue | Coupe de la Ligue | Compétition(s) continentale(s) | Compétition(s) continentale(s) | Compétition(s) continentale(s) | Compétition(s) continentale(s) | Total | Total | Total |
| Saison                | Club                      | Division              | M.          | B.          | P.d.        | M.              | B.              | P.d.            | M.                | B.                | P.d.              | Comp.                          | M.                             | B.                             | P.d.                           | M.    | B.    | P.d.  |
| 2013-2014             | OGC Nice rés.             | CFA                   | 12          | 3           | -           | -               | -               | -               | -                 | -                 | -                 | -                              | -                              | -                              | -                              | 12    | 3     | 0     |
| 2014-2015             | OGC Nice rés.             | CFA                   | 13          | 5           | -           | -               | -               | -               | -                 | -                 | -                 | -                              | -                              | -                              | -                              | 13    | 5     | 0     |
| 2015-2016             | OGC Nice rés.             | CFA                   | 2           | 0           | -           | -               | -               | -               | -                 | -                 | -                 | -                              | -                              | -                              | -                              | 2     | 0     | 0     |
| 2016-2017             | OGC Nice rés.             | CFA                   | 10          | 3           | -           | -               | -               | -               | -                 | -                 | -                 | -                              | -                              | -                              | -                              | 10    | 3     | 0     |
| Sous-total            | Sous-total                | Sous-total            | 37          | 11          | -           | -               | -               | -               | -                 | -                 | -                 | -                              | -                              | -                              | -                              | 37    | 11    | 0     |
| 2013-2014             | OGC Nice                  | Ligue 1               | 5           | 0           | 0           | -               | -               | -               | -                 | -                 | -                 | -                              | -                              | -                              | -                              | 5     | 0     | 0     |
| 2014-2015             | OGC Nice                  | Ligue 1               | 3           | 1           | 2           | -               | -               | -               | -                 | -                 | -                 | -                              | -                              | -                              | -                              | 3     | 1     | 2     |
| 2015-2016             | OGC Nice                  | Ligue 1               | 9           | 2           | 0           | -               | -               | -               | 1                 | 0                 | 1                 | -                              | -                              | -                              | -                              | 10    | 2     | 1     |
| Sous-total            | Sous-total                | Sous-total            | 17          | 3           | 2           | -               | -               | -               | 1                 | 0                 | 1                 | -                              | -                              | -                              | -                              | 18    | 3     | 3     |
| 2015-2016             | Angers SCO (prêt)         | Ligue 1               | 12          | 1           | 0           | 1               | 0               | 0               | -                 | -                 | -                 | -                              | -                              | -                              | -                              | 13    | 1     | 0     |
| 2016-2017             | GFC Ajaccio (prêt)        | Ligue 2               | 15          | 3           | 2           | -               | -               | -               | -                 | -                 | -                 | -                              | -                              | -                              | -                              | 15    | 3     | 2     |
| 2017-2018             | LB Châteauroux (prêt)     | Ligue 2               | 31          | 9           | 5           | 3               | 3               | 0               | -                 | -                 | -                 | -                              | -                              | -                              | -                              | 34    | 12    | 5     |
| 2018-2019             | Brentford FC              | Championship          | 38          | 10          | 14          | 3               | 1               | 0               | 4                 | 0                 | 2                 | -                              | -                              | -                              | -                              | 45    | 11    | 16    |
| 2019-2020             | Brentford FC              | Championship          | 46          | 17          | 9           | -               | -               | -               | -                 | -                 | -                 | -                              | -                              | -                              | -                              | 46    | 17    | 9     |
| 2020-2021             | Brentford FC              | Championship          | 2           | 0           | 0           | -               | -               | -               | 1                 | 2                 | 0                 | -                              | -                              | -                              | -                              | 3     | 2     | 0     |
| Sous-total            | Sous-total                | Sous-total            | 86          | 27          | 23          | 3               | 1               | 0               | 5                 | 2                 | 2                 | -                              | -                              | -                              | -                              | 94    | 30    | 25    |
| 2020-2021             | West Ham United (prêt)    | Premier League        | 12          | 0           | 2           | 2               | 0               | 1               | -                 | -                 | -                 | -                              | -                              | -                              | -                              | 14    | 0     | 3     |
| 2020-2021             | West Ham United           | Premier League        | 18          | 1           | 4           | 1               | 0               | 0               | -                 | -                 | -                 | -                              | -                              | -                              | -                              | 19    | 1     | 4     |
| 2021-2022             | West Ham United           | Premier League        | 32          | 8           | 6           | 2               | 0               | 0               | 2                 | 0                 | 0                 | C3                             | 12                             | 3                              | 0                              | 48    | 11    | 6     |
| 2022-2023             | West Ham United           | Premier League        | 35          | 6           | 3           | 3               | 2               | 0               | 1                 | 0                 | 0                 | C4                             | 13                             | 4                              | 2                              | 52    | 12    | 5     |
| 2023-2024             | West Ham United           | Premier League        | 13          | 0           | 1           | 1               | 0               | 0               | 3                 | 0                 | 1                 | C3                             | 5                              | 0                              | 1                              | 22    | 0     | 3     |
| Sous-total            | Sous-total                | Sous-total            | 110         | 15          | 16          | 9               | 2               | 1               | 6                 | 0                 | 1                 | -                              | 30                             | 7                              | 3                              | 155   | 24    | 21    |
| 2023-2024             | Olympique Lyonnais (prêt) | Ligue 1               | 12          | 3           | 3           | 3               | 0               | 1               | -                 | -                 | -                 | -                              | -                              | -                              | -                              | 15    | 3     | 4     |
| 2024-2025             | Olympique Lyonnais        | Ligue 1               | 13          | 1           | 3           | 2               | 1               | 2               | -                 | -                 | -                 | C3                             | 7                              | 1                              | 1                              | 22    | 3     | 6     |
| Sous-total            | Sous-total                | Sous-total            | 25          | 4           | 6           | 5               | 1               | 3               | -                 | -                 | -                 | -                              | 7                              | 1                              | 1                              | 37    | 6     | 10    |
| 2024-2025             | Neom SC (prêt)            | First Division        | 16          | 7           | 9           | -               | -               | -               | -                 | -                 | -                 | -                              | -                              | -                              | -                              | 16    | 7     | 9     |
| 2025-2026             | Neom SC                   | Saudi Pro League      | -           | -           | -           | -               | -               | -               | -                 | -                 | -                 | -                              | -                              | -                              | -                              | 0     | 0     | 0     |
| Sous-total            | Sous-total                | Sous-total            | 16          | 7           | 9           | -               | -               | -               | -                 | -                 | -                 | -                              | -                              | -                              | -                              | 16    | 7     | 9     |
| Total sur la carrière | Total sur la carrière     | Total sur la carrière | 349         | 80          | 63          | 21              | 7               | 4               | 12                | 2                 | 3                 | -                              | 37                             | 8                              | 4                              | 419   | 97    | 74    |

### En sélection nationale
| Saison                | Sélection             | Phases finales        | Phases finales | Phases finales | Phases finales | Éliminatoires CDM | Éliminatoires CDM | Éliminatoires CDM | Éliminatoires CAN | Éliminatoires CAN | Éliminatoires CAN | Matchs amicaux | Matchs amicaux | Matchs amicaux | Total | Total | Total |
| Saison                | Sélection             | Compétition           | M              | B              | Pd             | M                 | B                 | Pd                | M                 | B                 | Pd                | M              | B              | Pd             | M     | B     | Pd    |
| --------------------- | --------------------- | --------------------- | -------------- | -------------- | -------------- | ----------------- | ----------------- | ----------------- | ----------------- | ----------------- | ----------------- | -------------- | -------------- | -------------- | ----- | ----- | ----- |
| 2015-2016             | Algérie               | -                     | -              | -              | -              | 0                 | 0                 | 0                 | -                 | -                 | -                 | 1              | 0              | 0              | 1     | 0     | 0     |
| 2018-2019             | Algérie               | -                     | -              | -              | -              | -                 | -                 | -                 | 0                 | 0                 | 0                 | 1              | 0              | 0              | 1     | 0     | 0     |
| 2019-2020             | Algérie               | -                     | -              | -              | -              | -                 | -                 | -                 | -                 | -                 | -                 | 1              | 0              | 0              | 1     | 0     | 0     |
| 2020-2021             | Algérie               | -                     | -              | -              | -              | -                 | -                 | -                 | 2                 | 0                 | 1                 | 4              | 0              | 0              | 6     | 0     | 1     |
| 2021-2022             | Algérie               | CAN 2021              | 2              | 0              | 0              | 5                 | 1                 | 1                 | -                 | -                 | -                 | 1              | 0              | 0              | 8     | 1     | 1     |
| 2022-2023             | Algérie               | -                     | -              | -              | -              | -                 | -                 | -                 | 1                 | 0                 | 0                 | 3              | 0              | 0              | 4     | 0     | 0     |
| 2023-2024             | Algérie               | -                     | -              | -              | -              | 2                 | 1                 | 0                 | 1                 | 0                 | 0                 | 4              | 0              | 0              | 7     | 1     | 0     |
| 2024-2025             | Algérie               | -                     | -              | -              | -              | 2                 | 0                 | 0                 | 6                 | 2                 | 0                 | 2              | 0              | 0              | 10    | 2     | 0     |
| Total sur la carrière | Total sur la carrière | Total sur la carrière | 2              | 0              | 0              | 9                 | 2                 | 1                 | 10                | 2                 | 1                 | 17             | 0              | 0              | 38    | 4     | 2     |

#### Matchs internationaux
Le tableau suivant liste les matchs de l'équipe d'Algérie dans lesquelles Saïd Benrahma a été sélectionné depuis le 13 octobre 2015 jusqu'à présent.

## Palmarès

### En club
Saïd Benrahma remporte son premier titre sous les couleurs du West Ham United en remportant la Ligue Conférence de l'UEFA en 2023 en ouvrant notamment le score lors de la finale contre l'ACF Fiorentina.
Sous les couleurs de l'Olympique lyonnais, il est finaliste de la Coupe de France en 2024. Lors de la deuxième moitié de saison 2024-2025, il estprêté au Neom SC avec qui il est champion de deuxième division d'Arabie saoudite.
| West Ham United (1)                               | Olympique Lyonnais                     | Neom SC (1)                            |
| ------------------------------------------------- | -------------------------------------- | -------------------------------------- |
| - Ligue Europa Conférence (1): - Vainqueur : 2023 | - Coupe de France : - Finaliste : 2024 | - D2 saoudienne(1) : - Champion : 2025 |

## Distinctions personnelles
- Membre de l'équipe-type de Football League Championship en 2020.
- Premier League’s Oracle Most Powerful Goal (litt. But Oracle le plus puissant de Premier League) grâce à son but contre Crystal Palace lors de la saison 2022-2023 de Premier League mesuré à 107,17 km/h[25],[26].